# Большая синагога (Будапешт)
Будапештская Большая синагога (венг. Nagy Zsinagóga; также синагога на улице Дохань, венг. Dohány utcai zsinagóga) — самая крупная синагога в Европе. Расположена в еврейском квартале Пешта, где и по сей день проживает много евреев.
Проект синагоги с двумя куполами-луковицами в псевдоисторическом неомавританском стиле, призванном напомнить о ближневосточных корнях евреев, был создан венским архитектором Людвигом Фёрстером, создавшим до этого синагогу в Вене. Строительство синагоги проходило в 1854—1859 годах. Еврейская община, не вполне довольная творением Фёрстера, привлекла на помощь венцу местных архитекторов Фридьеша Фесля и Йожефа Хильда. Результатом этого сотрудничества стало культовое сооружение в виде двухэтажного здания с тремя нефами из белого и красного кирпича, украшенное цветной керамикой, с филигранным карнизом и окном-розеткой. Здание рассчитано на 3000 молящихся. Площадь внутренних помещений составляет 1200 м², высота башен составляет 44 м. Освящение синагоги состоялось 6 сентября 1859 года. На органе Большой синагоги играли Ференц Лист и Камиль Сен-Санс.
Здание синагоги взорвано 3 февраля 1939 года представителями нацистской партии «Скрещённые стрелы» Ференца Салаши. Восстановлена в 1998 году.
К Большой синагоге примыкает здание Еврейского музея Будапешта, построенного в 1929—1931 годах по проекту  и Ференца Фараго на месте дома, где родился основоположник сионизма Теодор Герцль.